# Jean-Claude Brialy

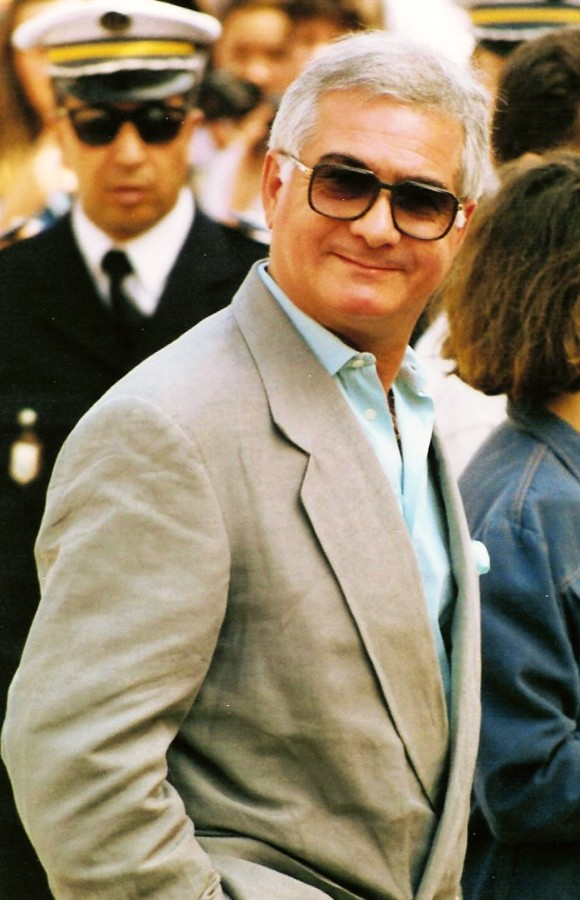
Brialy la 45. Festivalul de Film de la Cannes (1992)

Jean-Claude Brialy  (n. 30 martie 1933, Sour El-Ghozlane, Franța – d. 30 mai 2007, Monthyon⁠(d), Île-de-France, Franța) a fost actor și regizor de film francez.
Printre cele mai cunoscute filme ale sale se numără Frumosul Serge (1958), Cele 400 de lovituri (1959), Dracul și cele 10 porunci (1962), Caruselul (1964) și nu în ultimul rând Întâmplări cu Cosa Nostra.

## Biografie
Jean-Claude Brialy s-a născut în Algeria, fiul unui colonel din armata franceză. Familia s-a mutat în Franța câțiva ani mai târziu, unde a urmat diverse școli superioare, a fost elev al unei școli de cadeți și a absolvit liceul la Strasbourg. Contrar dorințelor tatălui său, care ar fi dorit să-l vadă ofițer, a luat în secret lecții de actorie la Strasbourg. În timpul serviciului militar în Germania, a luat legătura cu televiziunea din Baden-Baden și Stuttgart și a apărut pentru prima dată pe scenă ca parte a sprijinului trupelor franceze. Mai târziu, a făcut un turneu în Franța timp de un an cu Centre Dramatique de l'Est, un teatru ambulant francez, cu piese de Sartre, Cocteau, Shakespeare etc. După ce și-a făcut debutul actoricesc în scurtmetrajul lui Jacques Rivette Le coup du berger (Lovitura ciobanului), Jean-Claude Brialy a devenit unul dintre cei mai importanți interpreți ai Nouvelle Vague. Pierre Kast l-a ales în 1957 alături de Jean Marais în Dragoste de buzunar (Un amour de poche). Claude Chabrol l-a făcut pe Jean-Claude Brialy protagonistul filmelor sale Verii (Les Cousins) și Frumosul Serge (Le Beau Serge). Mauro Bolognini l-a distribuit în Noi din stradă. Denys de La Patellière l-a făcut, spre deosebire de opiniile Noului Val, eroul romantic din drama With the Eyes of Love, ca un orb cu o amantă mai în vârstă (Danielle Darrieux).
Truffaut i-a oferit lui Brialy un rol principal în Mireasa era în negru după un scurtmetraj (O poveste despre apă) și o apariție cameo în Cele 400 de lovituri. Truffaut și Brialy erau, de asemenea, prieteni apropiați. Fusese numit martor la cununie pentru căsătoria lui Truffaut cu Claude Jade, care era planificată pentru iunie 1968, dar care nu a mai avut loc. De asemenea, Truffaut a vrut ca Brialy să joace rolul homosexualului Jean-Loup Cottins în Ultimul metrou, dar în cele din urmă l-a ales pe Jean Poiret, deoarece a simțit că rolul era „prea aproapiat” lui Brialy. În anii următori, Brialy care nu și-a ascuns niciodată homosexualitatea, a jucat roluri de astfel de bărbați, cum ar fi Max Jacob în filmul biopic de televiziune Monsieur Max (2007).
Unul dintre cele mai semnificative roluri ale sale a fost în filmul O femeie este o femeie al lui Godard, urmat de Parisul ne aparține al lui Rivette. Au urmat numeroase comedii romantice (Arsène Lupin contra Arsène Lupin și Urmărirea, ambele cu Françoise Dorléac) și filme explozive din punct de vedere politic precum Un om în plus de Costa-Gavras. În legătură cu cinematograful de autor din anii 1970, el este amintit în primul rând ca Jérôme în filmul lui Éric Rohmer Genunchiul Clairei, dar și prin munca sa cu Chabrol și Buñuel (Fantoma libertății) . În următoarele decenii, Brialy a continuat să aparțină primei trupe de actori francezi.
Actorul a și regizat mai multe filme. În această ipostază a lucrat cu Romy Schneider în Dragoste pe ploaie, cu care a jucat deja în 1958 în filmul Christine.
Potrivit anunțului familiei sale, Brialy a decedat pe 30 mai 2007 după o lungă boală, pe moșia sa din Monthyon⁠(d), lângă Paris, unde deținea de mult un castel din secolul al XVIII-lea.  La fel ca François Truffaut, a fost înmormântat în Cimitirul Montmartre⁠(d) din Paris.

## Filmografie selectivă
- 1956 Le Coup du berger, regia Jacques Rivette : Claude, amantul lui Claire (scurtmetraj)
- 1956 La Sonate à Kreutzer, regia Éric Rohmer : Trukhacevskij (scurtmetraj)
- 1956 Les Mauvaises Rencontres, regia Alexandre Astruc
- 1956 Notre-Dame de Paris de Jean Delannoy : figurant
- 1956 Toți băieții se numesc Patrick (Tous les garçons s'appellent Patrick) sau Charlotte et Véronique, regia Jean-Luc Godard : Patrick
- 1957 O poveste despre apă (Une histoire d’eau), regia Jean-Luc Godard șI François Truffaut : tânărul din mașină
- 1957 Ascensor pentru eșafod (Ascenseur pour l'échafaud), regia Louis Malle : un jucător de șah
- 1958 Christine, regia Pierre Gaspard-Huit : Théo Kaiser
- 1958 Frumosul Serge (Le Beau Serge), regia Claude Chabrol : François
- 1959 Noaptea eroică (La notte brava), regia Mauro Bolognini : Scintillone
- 1959 Verii (Les Cousins), regia Claude Chabrol : Paul
- 1959 Cele 400 de lovituri (Les Quatre Cents Coups), regia François Truffaut : un trecător
- 1959 Calea tinerilor (Le Chemin des écoliers), regia Michel Boisrond : Paul Tiercelin
- 1959 Les Yeux de l'amour de Denys de La Patellière : Pierre Ségur

- 1961 Parisul ne aparține (Paris nous appartient), regia Jacques Rivette : Jean-Marc
- 1961 Lei sunt slobozi (Les lions sont lâchés), regia Henri Verneuil : Didier Marèze
- 1961 O femeie este o femeie (Une femme est une femme), regia Jean-Luc Godard : Émile Récamier
- 1962 Educația sentimentală (L’Éducation sentimentale), regia Alexandre Astruc : Frédéric Moreau
- 1962 Arsène Lupin contra Arsène Lupin (Arsène Lupin contre Arsène Lupin), regia Édouard Molinaro : François de Vierne
- 1962 Dracul și cele 10 porunci (Le Diable et les Dix Commandements), sketch-ul Să nu furi, regia Julien Duvivier : Didier Marin, funcționarul de la ghișeul băncii
- 1962 Cleo de la 5 la 7 (Cléo de 5 à 7), regia Agnès Varda : l’infirmier
- 1962 Viață particulară (Vie privée), regia Louis Malle : naratorul
- 1964 Caruselul (La Ronde), regia Roger Vadim : Alfred
- 1964 Un domn de societate (Un monsieur de compagnie), regia Philippe de Broca : prințul
- 1964 Vânătoarea de bărbați (La Chasse à l’homme), regia Édouard Molinaro : Antoine Monteil
- 1966 Un om în plus (Un homme de trop), regia Costa-Gavras : Jean
- 1967 Au diable les anges (Operazione San Pietro), regia Lucio Fulci : Cajella
- 1968 Caroline chérie, regia Denys de La Patellière : Boismussy
- 1969 Bal la contele d'Orgel (Le Bal du comte d'Orgel), regia Marc Allégret

- 1970 Genunchiul Clairei (Le Genou de Claire), regia Éric Rohmer : Jérôme
- 1971 Une saison en enfer (Una stagione all'inferno), regia Nelo Risi : Paul Verlaine
- 1971 Întâmplări cu Cosa Nostra (Cose di Cosa Nostra), regia Steno : Domenico Gargiulo
- 1974 Fantoma libertății (Le Fantôme de la liberté), regia Luis Buñuel : Monsieur Foucault
- 1975 Catherine et Compagnie de Michel Boisrond : Guillaume
- 1977 Julie lipicioasa (Julie pot de colle), regia Philippe de Broca : Jean-Luc
- 1977 Dublu delict (Doppio delitto), regia Steno : Van Nijlen
- 1981 Les Uns et les Autres, regia Claude Lelouch : directorul din Lido[11]
- 1982 La Nuit de Varennes, regia Ettore Scola : M. Jacob
- 1983 Crima (La Crime), regia Philippe Labro : Jean-François Rambert
- 1986 Inspecteur Lavardin, regia Claude Chabrol : Claude Alvarez
- 1986 Un bărbat și o femeie: după douăzeci de ani (Un homme et une femme : Vingt ans déjà), regia Claude Lelouch
- 1987 Maladie d'amour, regia Jacques Deray : Frédéric

- 1990 Ripoux contre ripoux, regia Claude Zidi : le banquier
- 1994 La Reine Margot, regia Patrice Chéreau : Coligny
- 1995 Franțuzoaica (Une femme française), regia Régis Wargnier : Arnoult
- 1995 Les Cent et Une Nuits de Simon Cinéma, regia Agnès Varda : ghidul japonezilor
- 1996 Beaumarchais, l'insolent, regia Édouard Molinaro : Abbot

- 2005 Quartier VIP de Laurent Firode : Ferdinand
- 2007 Vous êtes de la police ? sau Dernière enquête sau Les Sapins bleus de Romuald Beugnon

### Regizor
- 1955 French Cancan de Jean Renoir – asistent stagiar de regizor
- 1972 Églantine (de asemenea scenarist)
- 1973 Les Volets clos
- 1973 L'Oiseau rare (de asemenea scenarist)
- 1974 Dragoste pe ploaie (Un amour de pluie)
- 1983 Un bon petit diable (de asemenea co-adaptor cu Didier Decoin)

## Premii și nominalizări
- 1972 Prix Jean-Le-Duc – decernat de Académie française pentru filmul său Églantine;
- César 1988 – César pentru cel mai bun actor în rol secundar pentru Les Innocents;
- Prix Ballantine 1990 du "Maître du bon goût";
- Forum international cinéma & littérature 2006 – Trophée d'honneur;
- Monte-Carlo Film Festival de la Comédie 2006 – Omagiu;

- César 1977 – Nominalizare la César pentru cel mai bun actor în rol secundar pentru rolul din filmul Le Juge et l'Assassin